# Joan Abelló Pascual
Joan Abelló Pascual (Reus, 1 d'octubre de 1895 - Madrid, 4 de març de 1983) era un farmacèutic reusenc germà de Josep Abelló Pascual
Va estudiar batxillerat a Reus i el 1914 es va traslladar a Madrid on va viure quasi tota la vida, on va estudiar alhora la carrera de ciències i la de farmàcia. El 1918 es va llicenciar en totes dues disciplines, i més tard va obtenir el grau de doctor. Professor de física i química en un Institut madrileny (1918-1935), exercia també de farmacèutic, fabricant productes químics bàsics, comprimits i granulats, i preparava alcaloides d'opi. Va crear laboratoris d'investigació regentats per especialistes de diverses facultats i va aconseguir nombroses patents internacionals. Fou membre de la Reial Acadèmia de Farmàcia i professor adjunt de la Facultat de Ciències de Madrid, i membre de les Acadèmies de Farmàcia de Cuba i Brasil. El 1940 va ser nomenat vicepresident de la Cambra Oficial de Comerç de Madrid, i President el 1945, un càrrec que exercí fins al 1968. El 1949 fou procurador a les corts franquistes, en representació de les Cambres de Comerç, càrrec que va repetir diverses vegades. El 1979 era president del consell d'administració de la fàbrica de productes químics i farmacèutics Abelló, S.A. Publicà llibres sobre temes farmacològics i comercials. Col·laborà assíduament a la Revista del Centre de Lectura.
La ciutat de Reus el va nomenar farmacèutic d'honor de l'Hospital de Sant Joan pels seus donatius farmacològics, i el 1954 va donar el seu nom al carrer abans conegut com a travessia dels Quarters